# متجر تطبيقات سامسونج
سامسونج آبْز (بالإنجليزية: Samsung Apps)‏ يعني متجر تطبيقات سامسونج هو متجر مِن سامسونج للهواتف النقَّالة والتِّلْفاز تَمَّ اِفتتاحه في يونيو 2010، يدعم أكثر مِن 62 لغة (مِنها: العرَبيَّة، الفارِسيَّة، الإنجليزيَّة، الفرنسية) بَعد أن أصدرَت سامسونج الهاتف الذَّكي ويف الذي يعمل بنظام بَادَا، وبعد 10 أشهر مِن إصدار هذا المتجر تَمَّ رُؤية 100 مليون تحميل.

## متجر تطبيقات سامسونج للهواتف
المتجر مُتاح مِن سبتمبر 2006 فِي بَعض الدُّوَل الأوروبيَّة (بما في ذلك المملكة المتحدة، فرنسا، إيطاليا) وآسيا سامسونج آبز تَوسَّع عِند إِطلاق الهاتف الذكي سامسونج ويف.

## أبرز تطبيقات سامسونج
- شات أون
- محرر الصور
- مؤلف الفيديو
- اس فويس
- كيز أير
- كيز كاست
- بوكينج [1]
- قناة الطقس [2]
- يلب [3]
- مساعدة الجهاز
- أرشيف سامسونج
- تقويم
- سامسونج كلاود
- معرض سامسونج
- سامسونج جير
- مدير مناسب
- Samsung Health
- Samsung Internet
- متصفح الإنترنت من Samsung
- لوحة مفاتيح سامسونج
- بلدي نوكس
- مستوى سامسونج
- رابط سامسونج
- قياس سريع
- رسائل Samsung
- موسيقى سامسونج
- ملفاتي سامسونج
- ملاحظات سامسونج
- Samsung Pay
- المنزل الذكي من سامسونج
- Samsung Smart Switch
- جهاز Galaxy View Remote
- مكتبة فيديو سامسونج
- مسجل صوت سامسونج
- ملحقات ألعاب سامسونج

## وصلات خارجية
- الموقع الرسمي